# Shō Chū
Shō Chū (尚忠 (Thượng Trung)  1391－1444) là vị quốc vương thứ ba của vương quốc Lưu Cầu.
Shō Chū là con trai thứ của vua Shō Hashi. Sau khi Shō Hashi diệt thành Nakijin của vua Bắc Sơn là Hananchi và sáp nhập lãnh thổ Bắc Sơn vào Trung Sơn, Shō Chū được cử làm giám thủ của Bắc Sơn. Năm 1439, Shō Hashi qua đời, Shō Chū trở thành người kế vị. Trong thời gian tại vị, ông từng cử sứ thần mang theo ngựa sang triều cống nhà Minh; ngoài ra còn phái sứ giả tới Java để mua hồ tiêu và tô mộc, phát triển mạnh thương mại với vùng phương nam. Năm 1442 (năm Chính Thống thứ 7), Shō Chū sai trưởng sang nhà Minh thỉnh cầu sắc phong. Minh Anh Tông sau đó đã cử người sang sắc phong chính thức. Ông ở ngôi được 5 năm thì băng hà.